# Lijst van Duitse ministers van Onderwijs en Wetenschap
Deze pagina bevat een lijst van Duitse ministers van Onderwijs en Wetenschap.

## Bondsministers van Onderwijs en Wetenschap van deBondsrepubliek Duitsland(1969–heden)
| Nr. | Bondsminister van Onderwijs en Wetenschap Bundesminister für Bildung und Wissenschaft                                                 | Bondsminister van Onderwijs en Wetenschap Bundesminister für Bildung und Wissenschaft                                                 | Bondsminister van Onderwijs en Wetenschap Bundesminister für Bildung und Wissenschaft                                                 | Ambtstermijn     | Ambtstermijn     | Partij(en)  | Bonds- kanselier(s)          | Kabinet(ten) |
| --- | --- | --- | --- | ---------------- | ---------------- | ----------- | ---------------------------- | ------------ |
| 1   | | Hans Leussink | Hans Leussink (1912–2008) | 22 oktober 1969  | 15 maart 1972    | O           | Willy Brandt (1969–1974)     | Brandt I     |
| 2   | | Klaus von Dohnanyi | Klaus von Dohnanyi (1928) | 15 maart 1972    | 16 mei 1974      | SPD         | Willy Brandt (1969–1974)     | Brandt I     |
| 2   | Brandt II | Klaus von Dohnanyi | Klaus von Dohnanyi (1928) | 15 maart 1972    | 16 mei 1974      | SPD         | Willy Brandt (1969–1974)     |              |
| 2   | Walter Scheel (1974) | Klaus von Dohnanyi | Klaus von Dohnanyi (1928) | 15 maart 1972    | 16 mei 1974      | SPD         |                              |              |
| 3   | | Helmut Rohde | Helmut Rohde (1925–2016) | 16 mei 1974      | 16 februari 1978 | SPD         | Helmut Schmidt (1974–1982)   | Schmidt I    |
| 3   | Schmidt II | Helmut Rohde | Helmut Rohde (1925–2016) | 16 mei 1974      | 16 februari 1978 | SPD         | Helmut Schmidt (1974–1982)   |              |
| 4   | | Jürgen Schmude | Jürgen Schmude (1936) | 16 februari 1978 | 28 januari 1981  | SPD         | Helmut Schmidt (1974–1982)   |              |
| 4   | SPD | Jürgen Schmude | Jürgen Schmude (1936) | 16 februari 1978 | 28 januari 1981  | Schmidt III | Helmut Schmidt (1974–1982)   |              |
| 5   | | Björn Engholm | Björn Engholm (1939) | 28 januari 1981  | 1 oktober 1982   | Schmidt III | Helmut Schmidt (1974–1982)   | SPD          |
| 6   | | Dorothee Wilms | Dorothee Wilms (1929) | 1 oktober 1982   | 12 maart 1987    | CDU         | Helmut Kohl (1982–1998)      | Kohl I       |
| 6   | Kohl II | Dorothee Wilms | Dorothee Wilms (1929) | 1 oktober 1982   | 12 maart 1987    | CDU         | Helmut Kohl (1982–1998)      |              |
| 7   | | Jürgen Möllemann | Jürgen Möllemann (1945–2003) | 12 maart 1987    | 18 januari 1991  | FDP         | Helmut Kohl (1982–1998)      | Kohl III     |
| 8   | | Rainer Ortleb | Rainer Ortleb (1944) | 18 januari 1991  | 3 februari 1994  | FDP         | Helmut Kohl (1982–1998)      | Kohl IV      |
| 9   | | | Karl-Hans Laermann (1929) | 3 februari 1994  | 17 november 1994 | FDP         | Helmut Kohl (1982–1998)      | Kohl IV      |
| Nr. | Bondsminister van Onderwijs, Wetenschap, Onderzoek en Technologie Bundesminister für Bildung, Wissenschaft, Forschung und Technologie | Bondsminister van Onderwijs, Wetenschap, Onderzoek en Technologie Bundesminister für Bildung, Wissenschaft, Forschung und Technologie | Bondsminister van Onderwijs, Wetenschap, Onderzoek en Technologie Bundesminister für Bildung, Wissenschaft, Forschung und Technologie | Ambtstermijn     | Ambtstermijn     | Partij      | Bondskanselier               | Kabinet(ten) |
| 10  | | Jürgen Rüttgers | Jürgen Rüttgers (1951) | 17 november 1994 | 27 oktober 1998  | CDU         | Helmut Kohl (1982–1998)      | Kohl V       |
| Nr. | Bondsminister van Onderwijs en Wetenschap Bundesminister für Bildung und Forschung                                                    | Bondsminister van Onderwijs en Wetenschap Bundesminister für Bildung und Forschung                                                    | Bondsminister van Onderwijs en Wetenschap Bundesminister für Bildung und Forschung                                                    | Ambtstermijn     | Ambtstermijn     | Partij      | Bondskanselier               | Kabinet(ten) |
| 11  | | Edelgard Bulmahn | Edelgard Bulmahn (1951) | 27 oktober 1998  | 22 november 2005 | SPD         | Gerhard Schröder (1998–2005) | Schröder I   |
| 11  | Schröder II | Edelgard Bulmahn | Edelgard Bulmahn (1951) | 27 oktober 1998  | 22 november 2005 | SPD         | Gerhard Schröder (1998–2005) |              |
| 12  | | Annette Schavan | Annette Schavan (1955) | 22 november 2005 | 14 februari 2013 | CDU         | Angela Merkel (2005–2021)    | Merkel I     |
| 12  | Merkel II | Annette Schavan | Annette Schavan (1955) | 22 november 2005 | 14 februari 2013 | CDU         | Angela Merkel (2005–2021)    |              |
| 13  | | Johanna Wanka | Johanna Wanka (1951) | 14 februari 2013 | 14 maart 2018    | CDU         | Angela Merkel (2005–2021)    |              |
| 13  | CDU | Johanna Wanka | Johanna Wanka (1951) | 14 februari 2013 | 14 maart 2018    | Merkel III  | Angela Merkel (2005–2021)    |              |
| 14  | | Anja Karliczek | Anja Karliczek (1971) | 14 maart 2018    | 8 december 2021  | CDU         | Angela Merkel (2005–2021)    | Merkel IV    |
| 15  | | Bettina Stark-Watzinger | Bettina Stark-Watzinger (1968) | 8 december 2021  | heden            | FDP         | Olaf Scholz (2021–heden)     | Scholz       |

## Bondsministers van Onderzoek en Technologie van deBondsrepubliek Duitsland(1962–1994)
| Nr.                                                                | Bondsminister voor Onderzoek en Technologie                          | Bondsminister voor Onderzoek en Technologie                          | Bondsminister voor Onderzoek en Technologie                          | Ambtstermijn                    | Ambtstermijn     | Partij          | Bondskanselier              | Kabinet(ten) |
| ------------------------------------------------------------------ | -------------------------------------------------------------------- | -------------------------------------------------------------------- | -------------------------------------------------------------------- | ------------------------------- | ---------------- | --------------- | --------------------------- | ------------ |
| 1                                                                  |                                                                      | Hans Lenz                                                            | Hans Lenz (1907–1968)                                                | 11 december 1962                | 26 oktober 1965  | FDP             | Konrad Adenauer (1949–1963) | AdenauerV    |
| 1                                                                  | Ludwig Erhard (1963–1966)                                            | Hans Lenz                                                            | Hans Lenz (1907–1968)                                                | 11 december 1962                | 26 oktober 1965  | FDP             | Erhard I                    |              |
| 2                                                                  | Ludwig Erhard (1963–1966)                                            |                                                                      | Gerhard Stoltenberg                                                  | Gerhard Stoltenberg (1928–2001) | 26 oktober 1965  | 22 oktober 1969 | CDU                         | Erhard II    |
| 2                                                                  | Kurt Georg Kiesinger (1966–1969)                                     | Kiesinger                                                            | Gerhard Stoltenberg                                                  | Gerhard Stoltenberg (1928–2001) | 26 oktober 1965  | 22 oktober 1969 | CDU                         |              |
| Functie omgevormd als de bondsminister van Onderwijs en Wetenschap |                                                                      |                                                                      |                                                                      |                                 |                  |                 |                             |              |
| Nr.                                                                | Bondsminister van Onderzoek, Technologie, Posterijen en Communicatie | Bondsminister van Onderzoek, Technologie, Posterijen en Communicatie | Bondsminister van Onderzoek, Technologie, Posterijen en Communicatie | Ambtstermijn                    | Ambtstermijn     | Partij          | Bondskanselier              | Kabinet(ten) |
| 3                                                                  |                                                                      | Horst Ehmke                                                          | Horst Ehmke (1927–2017)                                              | 15 december 1972                | 16 mei 1974      | SPD             | Willy Brandt (1969–1974)    | Brandt II    |
| 3                                                                  | Walter Scheel (1974)                                                 | Horst Ehmke                                                          | Horst Ehmke (1927–2017)                                              | 15 december 1972                | 16 mei 1974      | SPD             |                             | Brandt II    |
| Nr.                                                                | Bondsminister voor Onderzoek en Technologie                          | Bondsminister voor Onderzoek en Technologie                          | Bondsminister voor Onderzoek en Technologie                          | Ambtstermijn                    | Ambtstermijn     | Partij          | Bondskanselier              | Kabinet(ten) |
| 4                                                                  |                                                                      | Hans Matthöfer                                                       | Hans Matthöfer (1925–2009)                                           | 16 mei 1974                     | 16 februari 1978 | SPD             | Helmut Schmidt (1974–1982)  | Schmidt I    |
| 4                                                                  | Schmidt II                                                           | Hans Matthöfer                                                       | Hans Matthöfer (1925–2009)                                           | 16 mei 1974                     | 16 februari 1978 | SPD             | Helmut Schmidt (1974–1982)  |              |
| 5                                                                  |                                                                      | Volker Hauff                                                         | Volker Hauff (1940)                                                  | 16 februari 1978                | 4 november 1980  | SPD             | Helmut Schmidt (1974–1982)  |              |
| 6                                                                  |                                                                      | Andreas von Bülow                                                    | Andreas von Bülow (1937)                                             | 4 november 1980                 | 1 oktober 1982   | SPD             | Helmut Schmidt (1974–1982)  | Schmidt III  |
| 7                                                                  |                                                                      | Heinz Riesenhuber                                                    | Heinz Riesenhuber (1935)                                             | 1 oktober 1982                  | 20 januari 1993  | CDU             | Helmut Kohl (1982–1998)     | Kohl I       |
| 7                                                                  | Kohl II                                                              | Heinz Riesenhuber                                                    | Heinz Riesenhuber (1935)                                             | 1 oktober 1982                  | 20 januari 1993  | CDU             | Helmut Kohl (1982–1998)     |              |
| 7                                                                  | Kohl III                                                             | Heinz Riesenhuber                                                    | Heinz Riesenhuber (1935)                                             | 1 oktober 1982                  | 20 januari 1993  | CDU             | Helmut Kohl (1982–1998)     |              |
| 7                                                                  | Kohl IV                                                              | Heinz Riesenhuber                                                    | Heinz Riesenhuber (1935)                                             | 1 oktober 1982                  | 20 januari 1993  | CDU             | Helmut Kohl (1982–1998)     |              |
| 8                                                                  |                                                                      | Matthias Wissmann                                                    | Matthias Wissmann (1949)                                             | 20 januari 1993                 | 13 mei 1993      | CDU             | Helmut Kohl (1982–1998)     |              |
| 9                                                                  |                                                                      | Paul Krüger                                                          | Paul Krüger (1950)                                                   | 13 mei 1993                     | 17 november 1994 | CDU             | Helmut Kohl (1982–1998)     |              |